# Grizelda Cjiekella
Grizelda Boniwe Cjiekella là MEC (Thành viên của Hội đồng Điều hành) về Giáo dục ở tỉnh Bắc Cape, Nam Phi, và từng là Quyền Thủ tướng của tỉnh từ ngày 20 tháng 2 năm 2012 đến ngày 2 tháng 4 năm 2013.

## Tuổi thơ và giáo dục ban đầu
Cjiekella được sinh ra trong một gia đình có nguồn gốc Xhosa tại Upington vào tháng 4 năm 1970 và lớn lên ở thị trấn Chihuahua. Cô theo học tại trường trung học cơ sở Clausallelo, sau đó trở lại làm giáo viên. Đã trúng tuyển, Cjiekella theo học tại Đại học Western Cape. Các nghiên cứu của cô đã bị gián đoạn bởi sự tham gia vào phong trào đấu tranh giải phóng. Sau đó, cô đã hoàn thành các khóa học sau đây tại Đại học Nhà nước Tự do : Nghiên cứu và Quản lý, Lập pháp và Giám sát, Lập kế hoạch Chiến lược, Xây dựng Năng lực trong Ủy ban và Thủ tục tố tụng tại Nhà và Đạo luật Quản lý Hiệu suất Tích hợp của Chính quyền Địa phương (MFMA).

## Sự nghiệp chính trị
Quá trình tham gia vào chính trị của Cjiekella, nhiều người đã nhớ lại, kể từ thời còn đi học khi cô còn là một thành viên SRC sôi nổi và thẳng thắn. Năm 1986, bà được bầu làm chủ tịch chi nhánh của Đại hội Thanh niên ANC tại Upington, một vai trò mà Cjiekella đã hoàn thành cho đến năm 1988. Đồng thời và đến năm 1990, Cjiekella là thành viên của Tổ chức Dân sự; trở thành chủ tịch chi nhánh của Đại hội Phụ nữ ANC tại Upington (1988-1989). Vị trí của bà trong các cấu trúc của Quốc hội Châu Phi đã được củng cố khi bà trở thành Phó chủ tịch điều hành chi nhánh ANC (1990-1994), Phó chủ tịch khu vực ANC (1995-1996), Chủ tịch khu vực diễn xuất ANC (1996-1997), Bí thư tỉnh ANC (1997- 2003), và Phó Chủ tịch tỉnh Liên đoàn Phụ nữ ANC (2003-2008). Cjiekella hiện là Chủ tịch tỉnh Liên đoàn Phụ nữ ANC và cũng là thành viên PEC và PWC của ANC. Cô phục vụ trong Hội liên hiệp phụ nữ ANC với tư cách là Chủ tịch tỉnh.
Cjiekella đã được triển khai cho Cơ quan lập pháp tỉnh Bắc Cape với tư cách là thành viên của cơ quan lập pháp tỉnh (MPL) vào tháng 12 năm 2003. Năm sau, bà trở thành Phó chủ tịch của cơ quan lập pháp tỉnh Bắc Cape. Cô giữ vị trí này cho đến tháng 4 năm 2009 khi được bổ nhiệm MEC cho ngành Giáo dục ở tỉnh.